# Toussaint de Forbin-Janson
Toussaint kardinal de Forbin-Janson, francoski rimskokatoliški duhovnik, škof in kardinal, * 1. oktober 1630, Mane, † 24. marec 1713.

## Življenjepis
Leta 1653 je bil imenovan za soupraviteljskega škofa Digna in za naslovnega škofa Filadelfije v Lidiji. 5. julija 1655 je bil potrjen in 14. maja 1656 je prejel škofovsko posvečenje. Leta 1664 je postal polni škof.
27. januarja 1668 je bil imenovan za škofa Marseilla in 9. julija istega leta je bil potrjen.
14. avgusta 1679 je bil imenovan za škofa Beauvaisa in 25. septembra istega leta je bil potrjen.
13. februarja 1690 je bil povzdignjen v kardinala in imenovan za kardinal-duhovnika S. Agnese fuori le mura; 28. septembra 1693 je bil imenovan še za kardinal-duhovnika S. Callisto.